# Liapádes
Liapádes (Liapades) är en ort i Grekland.   Den ligger i prefekturen Nomós Kerkýras och regionen Joniska öarna, i den västra delen av landet, 400 km nordväst om huvudstaden Aten. Liapádes ligger 111 meter över havet och antalet invånare är 879. Den ligger på ön Korfu.
Terrängen runt Liapádes är kuperad åt nordväst, men åt sydost är den platt. Havet är nära Liapádes åt sydväst. Runt Liapádes är det ganska tätbefolkat, med 214 invånare per kvadratkilometer. Närmaste större samhälle är Korfu, 16,3 km öster om Liapádes. I omgivningarna runt Liapádes växer i huvudsak blandskog.